# Райнхолд Нибур
Карл Паул Райнхолд Нибур (на немски: Karl Paul Reinhold Niebuhr) е американски протестантски теолог от немски произход, известен с трудовете си, прокламиращи връзката на християнството с реалността на съвременната политика и дипломация. Идеите му, сред които концепцията за непрестанна война, имат огромно влияние върху американската теологична и политическа мисъл.